# Diahann Carroll
Diahann Carroll (nacida como Carol Diahann Johnson; El Bronx, Nueva York, 17 de julio de 1935-Los Ángeles, California, 4 de octubre de 2019) fue una actriz, modelo y cantante estadounidense, ganadora de un premio Tony y un Globo de Oro, nominada al premio Óscar en 1975.

## Carrera
Gracias al apoyo de sus padres, desde joven empezó su formación como cantante, bailarina y modelo. Con 15 años empezó a posar para la revista Ebony. Estudió la carrera de sociología en la Universidad de Nueva York.
Irrumpió en el mundo del espectáculo en 1954, con apenas 18 años, al ganar el concurso televisivo Chance of a Lifetime. Posteriormente empezó a actuar en locales de Nueva York.
Apareció como actriz en películas musicales como Carmen Jones (1954) y Porgy y Bess (1959), ambas dirigidas por Otto Preminger, y en Paris Blues (1961) junto con Sidney Poitier, Paul Newman y Joanne Woodward. En 1974 fue nominada al premio Óscar por Claudine, filme donde se codeó con James Earl Jones. Paralelamente, trabajó en televisión y en musicales de Broadway, ganando un premio Tony (el primero concedido a una mujer de raza negra) por su trabajo en No Strings.
También protagonizó la serie de televisión Julia, pionera en su época al mostrar personajes de raza negra en papeles protagonistas. Por este trabajo ganó un Globo de Oro y fue nominada a un Premio Emmy.
Tras unos años de relativa inactividad, recobró enorme popularidad en 1984 con el papel de Dominique Deveraux, en la exitosa soap opera Dinastía, donde encarnó a una rival de Alexis Carrington (Joan Collins). Paralelamente, intervino haciendo el mismo papel en Los Colby.
También era conocida por su papel de June en la serie televisiva White Collar y por su aparición en Anatomía de Grey.

## Vida personal
Carroll estuvo casada cuatro veces. La primera fue con el productor Monte Kay con el que tuvo una hija, Suzanne Kay Bamford. 
En 1973, Carroll sorprendió a los medios al casarse con Fred Glusman, pero semanas después ella presentó el divorcio, culpando a Glusman por abuso físico. En 1975, se casó con Robert DeLeon. Enviudó dos años después debido a que DeLeon murió en un accidente de tráfico. Su cuarto y último matrimonio fue con el cantante Vic Damone en 1987. La unión, la cual Carroll admitó que era turbulenta, terminó con la separación legal en 1991.

## Fallecimiento
Carroll fue diagnosticada con cáncer de seno en 1997. Ella dijo que el diagnóstico la "sorprendió" porque no había antecedentes familiares de cáncer de seno y siempre había tenido un estilo de vida saludable. Ella se sometió a nueve semanas de radioterapia , y desde entonces había estado libre. Con frecuencia habló sobre la necesidad de detección temprana y prevención de la enfermedad.
Carroll falleció en Los Ángeles el 4 de octubre de 2019.

## Premios y distinciones
Premios Óscar 
| Año  | Categoría    | Película | Resultado |
| ---- | ------------ | -------- | --------- |
| 1975 | Mejor actriz | Claudine | Nominada  |